# NFL 1951
Die NFL-Saison 1951 war die 32. Saison der National Football League. Als Sieger aus dieser Saison gingen die Los Angeles Rams hervor.
Vor Beginn der Saison wurde das Franchise der Baltimore Colts aus finanziellen Gründen an die NFL zurückgegeben.

## Regeländerungen
- Tackle-eligible plays wurden verboten.[1] Offensive Linemen war es daher gänzlich untersagt einen Vorwärtspass zu fangen.[2]

## Regular Season
| American Conference | American Conference | American Conference | American Conference | American Conference | American Conference | American Conference |
| Team                | S                   | N                   | U                   | SQ                  | P+                  | P−                  |
| ------------------- | ------------------- | ------------------- | ------------------- | ------------------- | ------------------- | ------------------- |
| Cleveland Browns    | 11                  | 1                   | 0                   | 0,917               | 331                 | 152                 |
| New York Giants     | 9                   | 2                   | 1                   | 0,818               | 254                 | 161                 |
| Washington Redskins | 5                   | 7                   | 0                   | 0,417               | 183                 | 296                 |
| Pittsburgh Steelers | 4                   | 7                   | 1                   | 0,364               | 183                 | 235                 |
| Philadelphia Eagles | 4                   | 8                   | 0                   | 0,333               | 234                 | 264                 |
| Chicago Cardinals   | 3                   | 9                   | 0                   | 0,250               | 210                 | 287                 |

| National Conference | National Conference | National Conference | National Conference | National Conference | National Conference | National Conference |
| Team                | S                   | N                   | U                   | SQ                  | P+                  | P−                  |
| ------------------- | ------------------- | ------------------- | ------------------- | ------------------- | ------------------- | ------------------- |
| Los Angeles Rams    | 8                   | 4                   | 0                   | 0,667               | 392                 | 261                 |
| Detroit Lions       | 7                   | 4                   | 1                   | 0,636               | 336                 | 259                 |
| San Francisco 49ers | 7                   | 4                   | 1                   | 0,636               | 255                 | 205                 |
| Chicago Bears       | 7                   | 5                   | 0                   | 0,583               | 286                 | 282                 |
| Green Bay Packers   | 3                   | 9                   | 0                   | 0,250               | 254                 | 375                 |
| New York Yanks      | 1                   | 9                   | 2                   | 0,100               | 241                 | 382                 |

Legende:
| Siege              | Niederlagen           | Unentschieden           | SQ gewonnene Spiele (relativ) |
| P+ gemachte Punkte | P− gegnerische Punkte | Championship-Teilnehmer |                               |

## NFL Championship Game
Das NFL Championship Game 1951 fand am 23. Dezember 1951 im Los Angeles Memorial Coliseum in Los Angeles, Kalifornien statt. Die Sieger der Eastern und der Western Division traten darin gegeneinander an. Erstmals wurde das Championship Game landesweit im Fernsehen übertragen. Das DuMont Network hatte sich die Rechte für 75.000 $ gesichert.

## Rekorde
- Tobin Rote von den Green Bay Packers wurde der erste Quarterback, der in drei aufeinanderfolgenden Spielen für über 90 Yards lief.[4]
- Norm Van Brocklin von den Los Angeles Rams warf im Saisoneröffnungsspiel vom 28. September 1951 für 554 Yards, die meisten aller Zeiten in einem Spiel.[5]